# Devaughn Vele
Devaughn Vele (Indianapolis, 12 dicembre 1997) è un giocatore di football americano statunitense che milita nel ruolo di wide receiver per i Denver Broncos della National Football League (NFL).

## Carriera

### Denver Broncos
Al college Vele giocò a football a Utah dal 2019 al 2023. Fu scelto nel corso del settimo giro (237º assoluto) del Draft NFL 2024 dai Denver Broncos. Debuttò nella gara del primo turno persa contro i Seattle Seahawks facendo registrare 8 ricezioni per 39 yard.
Terminò la stagione da rookie con 475 yard ricevute e 3 touchdown.